# Jean-Pierre-François Guillot-Duhamel
Pour les articles homonymes, voir Guillot et Duhamel.
Jean-Pierre-François Guillot-Duhamel, né le 31 août 1730 à Nicorps et mort le 19 février 1816 à Paris, est un ingénieur français. 

## Biographie
Élève de la toute jeune École des ponts et chaussées en 1752, il fait partie du petit groupe d'élèves que Trudaine accepta de spécialiser en matière de mines. Devenu ingénieur, il effectua en compagnie de Gabriel Jars, d'importants voyages métallurgiques, dans toute l'Europe. Puis, faute de pouvoir être payé par l'administration, il devint maître de forges. Il demeura néanmoins, et tout particulièrement après la disparition de Gabriel Jars, en 1768, l'un des experts les plus réputés en matière de mines et de métallurgie. On eut recours à ses compétences dans tout le royaume. Nommé Inspecteur général des mines lors de la réorganisation de l'administration des Mines en 1781, il devint professeur de métallurgie l'École des mines de Paris (École de la Monnaie) lors de sa création en 1783. Nommé correspondant de Nicolas Desmarest à l'Académie des sciences en 1775, il devint associé en 1786, puis membre de la section de minéralogie en 1795. On lui doit la mise au point de procédés nouveaux pour la cémentation de l'acier, pour l'extraction de l'argent et de plusieurs autres métaux. 
Il rédige tous les articles de métallurgie pour l’Encyclopédie méthodique d'Antoine-François Fourcroy et publie en 1787 une Géométrie souterraine, élémentaire, théorique et pratique, où l'on traite des filons ou veines minérales, et de leurs dispositions dans le sein de la terre. Il est également l'auteur de L'Art du mineur ou manière d'exploiter les mines métalliques, laissé à l'état manuscrit en 1789.

## Biographie et sources
- Georges Cuvier, « Éloge historique de M. Duhamel : lu le 8 avril 1822 », Mémoires de l'Académie des sciences de l'Institut de France, Paris, Gauthier-Villars, t. 6,‎ 1823, clx-clxxvii (lire en ligne, consulté le 18 juillet 2020).
- Denis Woronoff, L'Industrie sidérurgique en France pendant la Révolution et l'Empire, Paris, Éditions de l'EHESS, 1984, 592 p. (ISBN 978-2-71320-843-0, lire en ligne).
- Anne-Françoise Garçon, « Les Métaux non ferreux en France, XVIIIe – XIXe siècle, Thèse », EHESS, 1995.
- « Archives de Gillet de Laumont, 1767-1834 | Bibliothèque patrimoniale numérique de l’École nationale supérieure des mines de Paris (Mines ParisTech) », sur patrimoine.mines-paristech.fr (consulté le 17 avril 2020).